# 百首歌
百首歌（ひゃくしゅうた）は、数を定めて詠う和歌（定数歌）のひとつで、100首を単位として詠まれるもの。単に百首ともいわれる。1人で100首を詠んだものと、複数の歌人が詠んだものを100首集めたものに分けることができる。
1人で詠んだ百首歌は960年（天徳4年）曾禰好忠の家集「曾丹集」の中の『百ちの歌』に始まるとされる。複数の歌人による百首歌は、1105年（長治2年）から1106年（長治3年）頃堀河天皇に奏覧された『堀河院御時百首和歌』（ほりかわいんのおんときひゃくしゅわか、通称「堀河百首」）が最初とされ、藤原公実ら16人によって進詠されたもので以後の組題による百首歌の手本となった。
中世以後は、勅撰和歌集を撰出する際の基礎資料として主要な歌人に百首を詠進させるようになり、個人による百首は作歌の練習や社寺への奉納などの目的で詠まれた。